# ال‌ام-۱ نیکو
ال‌ام-۱ نیکو (به انگلیسی: Fuji_LM-1_Nikko) یک هواگرد ملخ‌پیشین تک‌موتوره از نوع ارتباطی نظامی ساخت شرکت Fuji Heavy Industries است. هواگرد ال‌ام-۱ نیکو نخستین پروازش را در ۶ ژوئن ۱۹۵۵ میلادی انجام داد. این هواگرد در سال ۱۹۵۵ میلادی رسماً معرفی گردید. در مجموع، تعداد ۲۷ فروند از این هواگرد ساخته شده‌است.